# ادوارد آمور
ادوارد آمور (انگلیسی: Edward Amoore; ۲۰ مارس ۱۸۷۷ – ۱۱ ژوئیهٔ ۱۹۵۵) تیرانداز
وی در مسابقات کشوری و بین‌المللی در مجموع برندهٔ ۱ مدال طلا، ۱ مدال برنز شده‌است.